# Rauen
Rauen (niedersorbisch Rowno) ist eine amtsangehörige Gemeinde im Landkreis Oder-Spree in Brandenburg (Deutschland). Sie wird vom Amt Spreenhagen verwaltet.

## Geografie
Rauen ist ein Angerdorf und liegt an den Rauener Bergen.
Südlich des Ortes befinden sich die als Naturdenkmal geschützten, auch Markgrafensteine genannten Rauener Steine. Sie gelten als die größten Findlinge in der Mark Brandenburg.

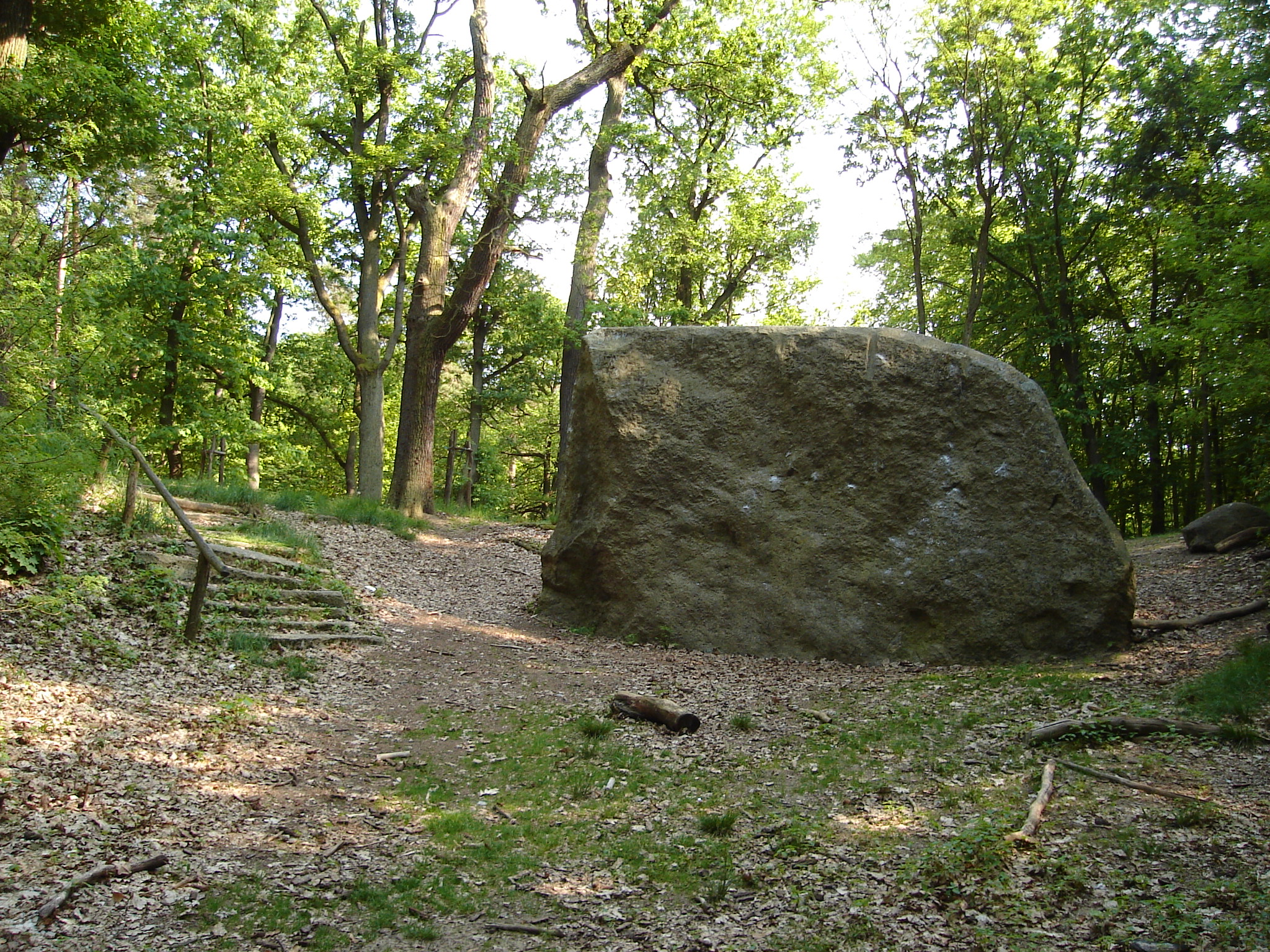
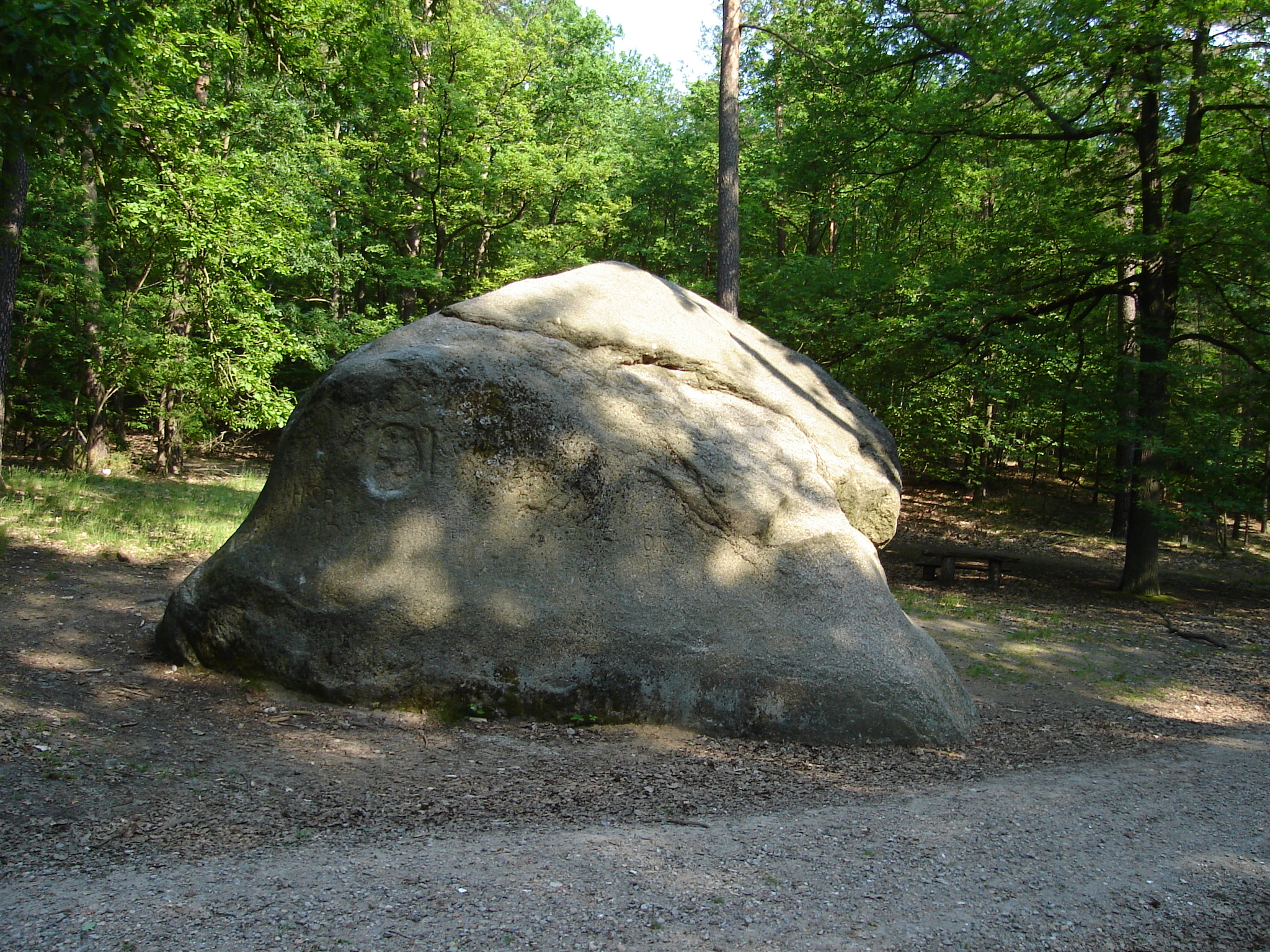

## Gemeindegliederung
Zu Rauen gehören die bewohnten Gemeindeteile Grauer Esel, Kiesweg, Stadtberg und Westend sowie die Wohnplätze Forsthaus Rauen, Fuchsbau, Heidehof und Karlshöhe.

## Geschichte
Der Ort wurde 1285 erstmals urkundlich erwähnt. Der Name Rauen (von Ruwen) bedeutet am Berghang und auch stiller, heiliger Ort.
Das Dorfbild wurde bis zum 18. Jahrhundert von der Wehrkirche und den Bauerngehöften um den Anger bestimmt. Die Kirche diente durch ihre massive Bauweise als Zufluchtsort und Verteidigungbastion. In Rauen lebten 1518 14 Bauern und ein Kötter; Abgaben wurden nur an die Kirche geleistet. Von 1631 bis 1633, im Dreißigjährigen Krieg, wurde das Dorf verwüstet und ausgeplündert. 1770 wurden neben dem Anger die ersten Büdnerhäuser gebaut. In ihnen lebten Tagelöhner, die im Nebenerwerb eine kleine Landwirtschaft betrieben.
Von 1827 bis 1829 wurden in Rauen Braunkohlefelder entdeckt. Der Abbau seit 1842 und die Ansiedlung von Bergleuten aus dem Harz bestimmten wesentlich die weitere Entwicklung Rauens. Auf Grund billiger Eisenbahntarife und günstiger Steinkohlepreise wurden die Kohlegruben 1905 stillgelegt. Die Bodenreform 1945/1946 enteignete drei Großbauern. Das Land wurde an Umsiedler und Neubauern verteilt. Bis 1960 traten alle Bauernhöfe der LPG bei.
Rauen gehörte seit 1836 zum Kreis Beeskow-Storkow in der Provinz Brandenburg und ab 1952 zum Kreis Fürstenwalde im DDR-Bezirk Frankfurt (Oder). Seit 1993 liegt die Gemeinde im brandenburgischen Landkreis Oder-Spree.

## Bevölkerungsentwicklung
| Jahr | Einwohner |
| ---- | --------- |
| 1875 | 1 089     |
| 1890 | 1 150     |
| 1910 | 1 375     |
| 1925 | 1 380     |
| 1933 | 1 703     |
| 1939 | 2 166     |

| Jahr | Einwohner |
| ---- | --------- |
| 1946 | 1 784     |
| 1950 | 1 930     |
| 1964 | 1 785     |
| 1971 | 1 798     |
| 1981 | 1 619     |
| 1985 | 1 556     |

| Jahr | Einwohner |
| ---- | --------- |
| 1990 | 1 493     |
| 1995 | 1 612     |
| 2000 | 1 867     |
| 2005 | 1 886     |
| 2010 | 1 948     |
| 2015 | 1 979     |

| Jahr | Einwohner |
| ---- | --------- |
| 2020 | 2 040     |
| 2021 | 2 033     |
| 2022 | 1 990     |
| 2023 | 2 012     |
| 2024 | 1 993     |

Gebietsstand des jeweiligen Jahres, Einwohnerzahl: Stand 31. Dezember (ab 1991), ab 2011 auf Basis des Zensus 2011, ab 2022 auf Basis des Zensus 2022

## Politik

### Gemeindevertretung
Die Gemeindevertretung von Rauen besteht entsprechend der Einwohnerzahl der Gemeinde aus 12 Gemeindevertretern und dem ehrenamtlichen Bürgermeister. Die Kommunalwahl am 9. Juni 2024 führte bei einer Wahlbeteiligung von 72,4 % zu folgendem Ergebnis:
| Partei / Wählergruppe                | Stimmenanteil 2019 | Sitze 2019 |        | Stimmenanteil 2024 | Sitze 2024 |
| ------------------------------------ | ------------------ | ---------- | ------ | ------------------ | ---------- |
| Bündnis Bewegung & Zukunft für Rauen | –                  | –          | 91,2 % | 10                 |            |
| FDP                                  | –                  | –          | 08,8 % | 1                  |            |
| Lebendiges Rauen                     | 36,7 %             | 4          | –      | –                  |            |
| Bewegung für Rauen                   | 29,8 %             | 4          | –      | –                  |            |
| Rauen-Stadtberg-Westend-Kiesweg      | 12,4 %             | 2          | –      | –                  |            |
| SPD                                  | 11,2 %             | 1          | –      | –                  |            |
| Zukunft Rauen                        | 06,4 %             | 1          | –      | –                  |            |
| CDU                                  | 03,5 %             | –          | –      | –                  |            |
| Insgesamt                            | 100 %              | 12         | 100 %  | 11                 |            |

Bei der Wahl 2024 entfielen auf das Bündnis Bewegung & Zukunft für Rauen elf Sitze, von denen einer unbesetzt bleibt, weil es nur zehn Kandidaten nominiert hatte.

### Bürgermeister
- 1998–2003: Rosemarie Arenstedt[12]
- 2003–2008: Eckart Kultus[13]
- 2008–2024: Sven Sprunghofer[14]
- seit 2024: Michael Paul (Bündnis Bewegung & Zukunft für Rauen)

Sprunghofer wurde in der Bürgermeisterstichwahl am 16. Juni 2019 mit 52,5 % der gültigen Stimmen wiedergewählt.
Paul wurde in der Bürgermeisterwahl am 9. Juni 2024 ohne Gegenkandidat mit 75,9 % der gültigen Stimmen zu seinem Nachfolger gewählt. Seine Amtszeit beträgt fünf Jahre.

### Wappen
| Wappen von Rauen | Blasonierung: „In Silber eine grüne Leiste begleitet oben von einer schwarzen Granitschale mit drei Füßen und unten von einem grünen Dreiberg, belegt mit einer bezinnten und oben schwarz bekreuzten goldenen Kirchturmspitze.“ |
| Wappen von Rauen | Das Wappen wurde vom Erfurter Heraldiker Frank Diemar gestaltet und am 17. November 2000 durch das Ministerium des Innern genehmigt.                                                                                             |

### Flagge
„Die Flagge ist Grün - Weiß - Grün (1:2,5:1) gestreift und mittig mit dem Gemeindewappen belegt.“

## Sehenswürdigkeiten

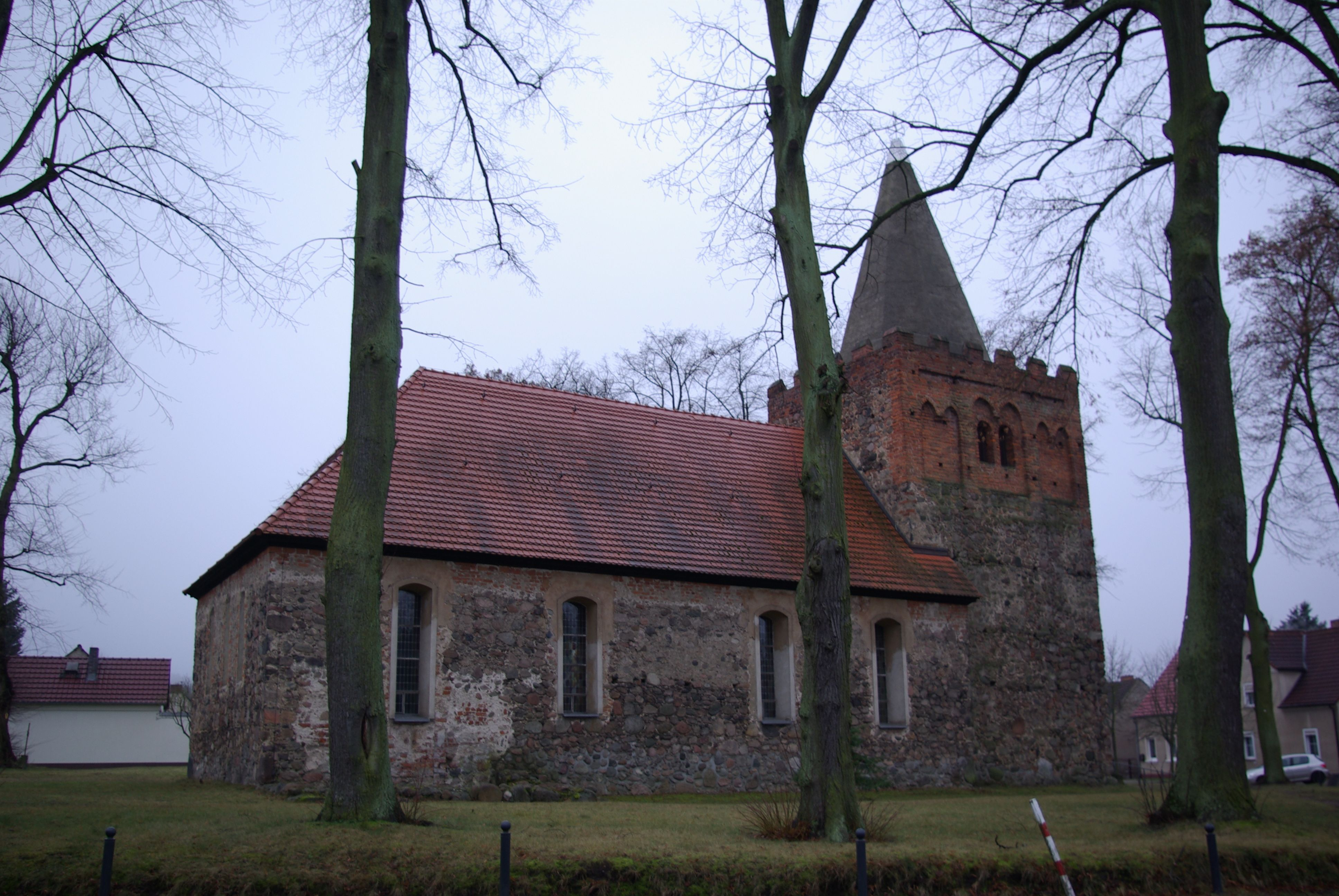
Kirche in Rauen

In der Liste der Baudenkmale in Rauen und in Liste der Bodendenkmale in Rauen stehen die in der Denkmalliste des Landes Brandenburg eingetragenen Kulturdenkmale.
- Dorfkirche Rauen, Feldsteinkirche aus der ersten Hälfte des 15. Jahrhunderts, im Innenraum vier Schnitzfiguren, die von einem Altar aus der Zeit um 1480/1490 stammen

## Verkehr
Rauen liegt an der Landesstraße L 361 zwischen Storkow und Fürstenwalde. Die nächstgelegenen Bahnstrecken sind die Bahnstrecke Berlin–Guben und die Bahnstrecke Fürstenwalde–Bad Saarow-Pieskow.

## Persönlichkeiten
- Egon Wagenknecht (1908–2005), Forstwissenschaftler, in Rauen geboren